# Ludwigia linifolia
Ludwigia linifolia là một loài thực vật có hoa trong họ Anh thảo chiều. Loài này được Poir. mô tả khoa học đầu tiên năm 1814.